# Gliese 12
Désignations
Gliese 12 (ou GJ 12) est une étoile naine rouge de la constellation zodiacale des Poissons. Sa magnitude apparente est de 12,60. D'après la mesure de sa parallaxe annuelle par le satellite Gaia, l'étoile est située à ∼ 39,7 a.l. (∼ 12,2 pc) de la Terre. Elle s'en éloigne à une vitesse radiale héliocentrique de +51,2 km/s. Elle possède une exoplanète en orbite.

## Propriétés
Gliese 12 est une naine rouge de type spectral M4V, qui génère son énergie par la fusion de l'hydrogène dans son noyau. Elle est estimée être plus vieille que le Soleil et être âgée autour de sept milliard d'années et sa métallicité vaut un peu moins la moitié de celle du Soleil. Elle apparaît également être inactive. L'étoile est 24 % aussi massive que le Soleil et elle fait 26 % le rayon du Soleil. Sa température de surface est de 3 296 K.

## Système planétaire
Gliese 12 possède une exoplanète découverte par la méthode des transits, Gliese 12 b. Elle a été découverte en utilisant le satellite TESS, et son existence a été confirmée par deux études conduites de manière indépendante et publiées en mai 2024,. La planète est similaire en taille à la Terre et à Vénus, et complète une orbite autour de son étoile tous les 12,8 jours. Sa masse est mal contrainte mais on sait qu'elle doit être moins de 4 fois plus massive que la Terre.
Avec certaines planètes de TRAPPIST-1, ainsi que LHS 1140 b, Gliese 12 b est l'une des exoplanètes relativement tempérées qui transitent les plus proches connues, et elle est ainsi considérée comme une cible potentielle pour le télescope spatial James Webb afin de déterminer si elle a conservé une atmosphère ou non. Gliese 12 b orbite légèrement plus près que le bord intérieur de la zone habitable de l'étoile, ayant une insolation comprise entre celle de la Terre et celle de Vénus. Sa température d'équilibre, en supposant un albédo de zéro, est de 315 K (soit 42 °C) ; toutefois si la planète possède une atmosphère, sa température de surface serait nettement plus élevée.
| Planète | Masse     | Demi-grand axe (ua) | Période orbitale (jours) | Excentricité | Inclinaison          | Rayon                 |
| ------- | --------- | ------------------- | ------------------------ | ------------ | -------------------- | --------------------- |
| b       | < 3,87 M🜨 | 0,066 8 ± 0,002 4   | 12,761 408 ± 0,000 050   | < 0,50       | 89,194+0,059 −0,052° | 0,958+0,046 −0,048 R🜨 |